# ソ連運輸省TEP80形ディーゼル機関車
TEP80形（ロシア語: ТЭП90）は、ソ連運輸通信省へ向けてコロムナ工場が試作した旅客用電気式ディーゼル機関車。6,000馬力という高出力での高速運転を目的に製造され、ディーゼル機関車における世界最速記録を有する。

## 概要
1973年以降、ソ連国鉄では4,000HP（2,942 kw）という高出力のTEP70形の製造が実施されていたが、同時に更なる高出力の機関車の模索も行われ、1977年に出力を6,000HP（4,552 kw）に引き上げたTEP75形の試作が行われた。しかし、TEP70形と同じ軸配置Co-Coではエンジンの強化などに伴う重量の増加により車輪から線路にかかる負荷も増加し、バラストなど線路状態を悪化させる危険性があった。それを解決するために大幅な設計変更を行ったのがTEP80形である。
TEP70形やTEP75形に類似した外見の車体を有し、屋根にはエアフィルターや電気ブレーキが搭載されている他、修理の際に車内に設置された機器のメンテナンスを容易にするため取り外しが可能となっている。台車は2つのボギー台車が共通のフレームによって繋がった軸配置Bo-Boの車輪セットを車体前後に2箇所設置した構造になっており、車体全体の軸配置は(Bo-Bo)＋(Bo-Bo)となっている。これにより各車輪から線路にかかる荷重を減少させている一方、車両の全長は24,400 mmに増加している。営業時の最高速度は160 km/hを想定していたが、200 km/hを出す事も考慮した設計となっている。
各車軸には出力569 kwのED-121VUHL形電動機が取り付けられており、出力6,000HP（4,552 kw）の20気筒V型4ストローク機関の1D49形ディーゼルエンジンから2-10G形交流発電機を経て稼働する。ディーゼルエンジンはターボチャージャーによる2段式過給方式を用いる。これらの機器はマイクロプロセッサ技術を用いた自動監視システムによって管理されている。

## 試験
1988年から1989年の間に2両が製造され、そのうちTEP80-0001は同年に開催された国際鉄道輸送博覧会で展示が行われた。そして翌年の1990年から試験運転が開始され、最高速度160 km/hでの運転時でも線路への負荷が小さく、技術的欲求を完全に満たすことが確認された。
1991年12月のソビエト連邦の崩壊によってその後の研究は困難になったものの、以降も高速鉄道技術の確立に向けた技術研究へ用いられた。そして1993年10月5日、コロムナ工場で歯車比を2.03という高速仕様に変更したTEP80-0002を用いた試験運転の中で、最高速度271 km/hという記録を達成した。これはソ連時代に製造されたディーゼル機関車の中で最速記録であるだけではなく、1987年にイギリスのインターシティー125（クラス43ディーゼル機関車）が達成した238 km/hを抜くディーゼル機関車史上最速記録であった。
試験終了後も2両とも現存しており、TEP80-0001はノヴォシビルスクの鉄道博物館（Новосибирский музей железнодорожной техники）に、TEP80-0002はサンクトペテルブルクの十月鉄道博物館に静態保存されている。

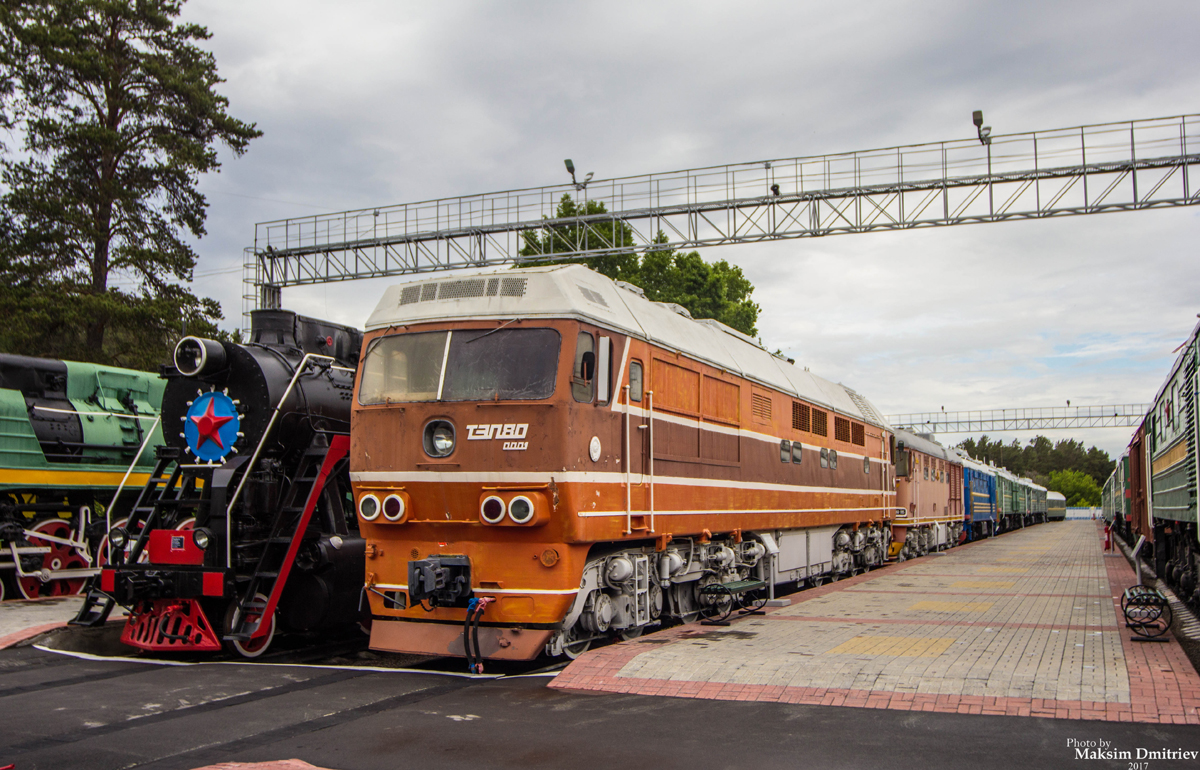
TEP80-0001
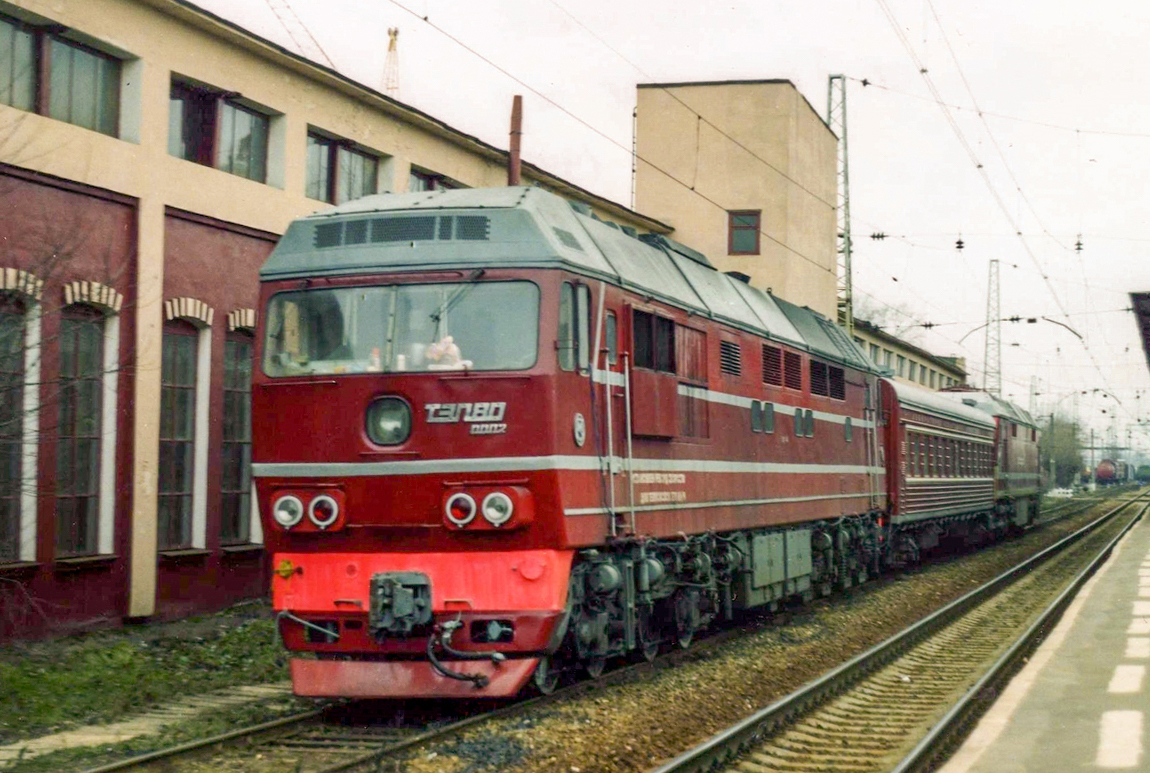
試験運転時のTEP80-0002

## 参考資料
- Абрамов Е.Р (2015). Локомотивы и моторвагонный подвижной состав с двигателями внутреннего сгорания отечественных железных дорог. Москва́